# Theodor Busse
Theodor Busse (ur. 15 grudnia 1897 we Frankfurcie nad Odrą, zm. 21 października 1986 w Wallerstein) – oficer niemiecki, generał Wehrmachtu.

## I wojna światowa
Służbę wojskową w Armii Cesarstwa Niemieckiego rozpoczął 1 grudnia 1915. Jako fahnenjunker trafił wówczas do 12 Pułku Grenadierów im. Księcia Karola Pruskiego (2 Brandenburskiego). Z tym pułkiem został rzucony do walki w lecie 1916. Odniósł rany walcząc w I wojnie światowej.

## Okres międzywojenny
Po I wojnie światowej Theodor Busse przyjęty został do niemieckich wojsk lądowych. Na początku 1920 roku dostał się do 10 pułku piechoty Przejściowych Wojsk Lądowych (niem. Übergangsheer). Podczas tworzenia 100-tysięcznych sił lądowych Reichswehry Busse został przeniesiony do 8 (pruskiego) pułku piechoty, w składzie którego spędzić miał kilka następnych lat. W ramach 8 (pruskiego) pułku piechoty Theodor Busse:
- od 1923 przynależał do 4 kompanii, stacjonującej we Frankfurcie nad Odrą;
- od 1925 należał do 7 kompanii, w Legnicy;
- 1 października 1925, już w randze porucznika, trafił do 8 kompanii, także w Legnicy;
- wiosną 1928 został mianowany adiutantem w II batalionie, również stacjonującym w Legnicy.

1 października 1929 został przeniesiony do sztabu 5 dywizji Reichswehry w Stuttgarcie. Tam ukończył 'szkolenie w zakresie wspomagania dowodzenia’ – (niem.): Führergehilfenausbildung.
1 października 1931 skierowano go do sztabu 10 (pruskiego) pułku kawalerii w Sulechowie, zaś 1 kwietnia 1933, w stopniu rotmistrza, został przeniesiony do Ministerstwa Reichswehry w Berlinie. W 1937 Theodor Busse, już jako major, został mianowany pierwszym oficerem sztabu generalnego 22 dywizji piechoty. 1 marca 1939 przeniesiono go do Naczelnego Dowództwa Wojsk Lądowych.
Do chwili wybuchu II wojny światowej dosłużył się stopnia podpułkownika.

## II wojna światowa
25 października 1940 Busse został mianowany pierwszym oficerem sztabu generalnego 11 Armii. Na tym stanowisku uczestniczył, po rozpoczęciu wojny z ZSRR, w niemieckim natarciu na tereny południowej Rosji. 1 sierpnia 1941 awansował na pułkownika.
24 maja 1942, podczas gdy uczestniczył w walkach o Krym, uhonorowano go Krzyżem Niemieckim w Złocie. Jesienią 1942 Busse został pierwszym oficerem sztabu generalnego (Ia) Grupy Armii Don, zaś w lutym 1943 objął analogiczne stanowisko w sztabie Grupy Armii Południe.
1 marca 1943 Theodora Busse awansowano na stopień generała majora i mianowano szefem sztabu generalnego Grupy Armii Południe. Przeszło rok później, pod koniec marca 1944, objął funkcję szefa sztabu generalnego Grupy Armii Północna Ukraina.
W lipcu 1944 Busse został przeniesiony do rezerwy Führera. Jednakże jeszcze w tym samym miesiącu mianowano go dowódcą 121 dywizji piechoty, które to stanowisko opuścił 1 sierpnia 1944. Wkrótce potem awansował na generała piechoty (9 listopada 1944) i został mianowany dowódcą I korpusu armijnego.

### Dowódca 9 armii
W styczniu 1945 gen. Theodorowi Busse powierzono dowodzenie 9 armią, która wchodziła w skład Grupy Armii Wisła. W drugiej połowie marca 1945 9 armia trzymała na Odrze front o długości ok. 80 mil, od miejsca gdzie z Odrą łączy się Kanał Hohenzollernów – na północy, do ujścia Nysy Łużyckiej – na południu. Na lewym skrzydle, od północy 9 armia sąsiadowała z 3 armią pancerną generała Hasso von Manteuffla.
22 marca 1945 Busse poinformował generała Gottharda Heinriciego, który właśnie przejmował od Himmlera komendę nad Grupą Armii Wisła, iż Rosjanie wyprowadzili atak z przyczółka na południe od Kostrzyna i zdołali połączyć się ze swoimi wojskami obecnymi na przyczółku na północ od miasta. W ten sposób twierdza Kostrzyn została odcięta, a Rosjanie uzyskali duży przyczółek na Odrze, dogodny do wyprowadzenia ofensywy na Berlin. Jednocześnie Busse oznajmił dowódcy Grupy Armii Wisła, iż poczyni przygotowania do przywrócenia połączenia z Kostrzynem.
23 marca 1945 9 armia dwukrotnie próbowała przebić się do okrążonych przez Rosjan niemieckich obrońców Kostrzyna. Oba ataki okazały się bezskuteczne. 27 marca 1945 Busse ponownie wydał swoim wojskom rozkaz odzyskania Kostrzyna. Ofensywa 9 armii była na tyle intensywna, iż części jednostek pancernych udało się dotrzeć do miasta. Wkrótce jednak radzieckie lotnictwo i ogień artylerii zmasakrowały nacierających żołnierzy niemieckich. 9 armia poniosła ogromne straty w piechocie i oddziałach pancernych, a próba odtworzenia korytarza do Kostrzyna spełzła na niczym.
Hitler, który był wściekły na Bussego z powodu niepowodzenia próby przedarcia się do Kostrzyna, zażądał, by następnego dnia (28 marca) Busse i szef sztabu generalnego wojsk lądowych Heinz Guderian stawili się w Kancelarii Rzeszy o godzinie 14.
Zgodnie z życzeniem Führera 28 marca 1945 odbyła się w bunkrze Kancelarii Rzeszy odprawa w sprawie Kostrzyna. Kiedy Theodor Busse zaczął referować przyczyny niepowodzenia ataku 9 armii, Hitler przerwał mu zniecierpliwiony i rozpoczął wywody o niekompetencji niemieckich generałów, ale i żołnierzy. Guderian zaprotestował i stanął w obronie gen. Bussego mówiąc:

Pozwoli pan, że przerwę. Wczoraj ustnie i na piśmie złożyłem panu raport, że generał Busse nie ponosi winy za niepowodzenie natarcia pod Kostrzynem. 9 armia użyła do tej operacji tyle amunicji, ile jej przydzielono. Wojska spełniły swój obowiązek. Świadczą o tym ich niezwykle wysokie straty. Proszę pana zatem nie robić generałowi Bussemu żadnych wyrzutów.

Między Führerem a szefem sztabu generalnego wojsk lądowych doszło do gwałtownej wymiany ostrych zdań. Obustronną eskalację gniewu przerwało dopiero wywołanie Guderiana do telefonu. Jeszcze tego samego dnia Heinz Guderian stracił stanowisko szefa sztabu generalnego wojsk lądowych i został urlopowany.
Po rozpoczęciu 16 kwietnia 1945 radzieckiej ofensywy na Berlin, Busse planował zatrzymać Rosjan na linii Odry najdłużej jak się da. Na początku liczył na to, że jeśli 9 armia utrzyma pozycje dostatecznie długo, wówczas do Odry dojdą z zachodu Amerykanie. Chociaż Rosjanie uderzyli na 9 armię z ogromną siłą, żołnierze Bussego zdołali początkowo utrzymać swe stanowiska obronne na prawie całej długości frontu, a we Frankfurcie przeprowadzili nawet kontrnatarcie. Obroną kluczowego rejonu wzgórz Seelow zajmował się LVI korpus pancerny generała Helmutha Weidlinga. Przez pierwszą dobę radzieckiej ofensywy Niemcy zniszczyli w rejonie Seelow 132 samoloty i 150 czołgów.
Pomimo iż 9 armia ponosiła znaczne straty, Busse wtedy jeszcze nie rozważał odwrotu. Uważał, że wycofanie się bez rozkazu oznaczałoby zdradę.
Czołgi I Frontu Białoruskiego marszałka Żukowa, po przebiciu się przez wzgórza Seelow wbiły się w głąb północnego skrzydła 9 armii. Natomiast na południowe skrzydło 9 armii napierały oddziały I Frontu Ukraińskiego marszałka Koniewa.
18 kwietnia 1945 Theodor Busse poinformował dowódcę Grupy Armii Wisła, generała Gottharda Heinriciego, iż Rosjanie rozdzielili 9 armię na części. 20 kwietnia nad 9 armią wisiała już poważna groźba okrążenia. Wbrew sugestiom Heinriciego, Hitler odmówił zgody na wycofanie 9 armii i rozkazał, ażeby Busse nie tylko utrzymał swoje pozycje, ale także, w miarę możliwości zlikwidował rosyjski wyłom w linii frontu, pomiędzy 9 armią a siłami feldmarszałka Schörnera.
W następnych dniach generał Busse bezskutecznie usiłował nawiązać łączność z gen. Helmuthem Weidlingiem, którego LVI korpus pancerny uwikłany był w ciężkie walki z 1 armią pancerną gwardii generała Michaiła Katukowa. W Berlinie krążyły plotki, jakoby dowódca LVI korpusu pancernego bez rozkazu wycofał się do Döberitz, na północ od Poczdamu. Wobec tych pogłosek i braku łączności z LVI korpusem pancernym zarówno Hitler, jak i gen. Busse wydali rozkaz rozstrzelania Helmutha Weidlinga.
22 kwietnia 1945 Führer zgodził się na wycofanie części 9 armii na zachód, wzdłuż jej północnego skrzydła. 9 armia była już wtedy okrążona przez Rosjan. Gotthard Heinrici rozkazał Bussemu wycofać z frontu jedną silną dywizję, która ma przebijać się w stronę 12 armii generała Walthera Wencka.
W ostatnich dniach kwietnia 1945 Busse nie chciał już dłużej narażać życia swoich żołnierzy w beznadziejnych atakach w kierunku Berlina. Postanowił, że jego 9 armia spróbuje połączyć się z 12 armią Wencka, po czym obydwie armie będą parły w stronę Łaby. 25 kwietnia po północy Busse otrzymał z Kancelarii Rzeszy zezwolenie na samodzielne podjęcie decyzji co do kierunku natarcia 9 armii. Od tej pory Busse nie potwierdzał już odbioru kolejnych depesz z berlińskiej kwatery Führera. Zignorował również rozkaz Hitlera, zawarty w przekazanej przez Jodla następującej depeszy:

Führer nakazał 9. i 12. armiom wykonanie koncentrycznych ataków, nie tylko po to, aby ratować 9. Armię, ale aby ratować Berlin.

25 kwietnia 1945 wojska Bussego znajdowały się na zalesionym i usianym jeziorami obszarze na południowy wschód od Fürstenwalde/Spree. Były już wówczas okrążone przez rosyjskie oddziały I Frontu Białoruskiego i I Frontu Ukraińskiego.
Części żołnierzy 9 armii udało się wyrwać z kotła pod Halbe i połączyć się z 12 armią. Busse do samego połączenia z Armią Wencka mobilizował swoich żołnierzy do tego ostatniego wysiłku. Był nieogolony i tak brudny, że gen. Wenck z trudem go rozpoznał.
7 maja 1945 armie 9 i 12 wycofały się nad Łabę i wkrótce przekroczyły rzekę. Ponad 100 tysięcy niemieckich żołnierzy poddało się wówczas Amerykanom. Również generał Busse trafił do niewoli. Z liczącej pierwotnie 200 tysięcy ludzi 9 armii ocalało zaledwie 20% żołnierzy.

## Po II wojnie światowej
Po wojnie Theodor Busse przetrzymywany był w areszcie, głównie w więzieniu Landsberg. Zwolniono go pod koniec 1947. Po wyjściu na wolność mieszkał w Wirtembergii. Piastował kierownicze funkcje w obronie cywilnej i obronie terytorialnej kraju. Publikował prace z zakresu historii wojskowości. 25 stycznia 1966 uhonorowano go Wielkim Krzyżem Zasługi Orderu Zasługi Republiki Federalnej Niemiec z Gwiazdą.

## Awanse
- 1 grudnia 1915 – rozpoczął służbę jako Fahnenjunker[8] (pl. „kandydat do stopnia oficerskiego”[9]),
- 24 marca 1916 – Fahnenjunker-Gefreiter (pl. „kandydat do stopnia oficerskiego” – starszy szeregowy),
- 13 kwietnia 1916 – Fahnenjunker-Unteroffizier (pl. „kandydat do stopnia oficerskiego” – kapral),
- 11 lipca 1916 – Fähnrich (pl. chorąży),
- 13 lutego 1917 – Leutnant (pl. dosłownie: porucznik; polski odpowiednik: podporucznik),
- 31 lipca 1925 – Oberleutnant (pl. dosłownie: „wyższy porucznik”; polski odpowiednik: porucznik),
- 1 lutego 1933 – Rittmeister (pl. rotmistrz),
- 1 kwietnia 1936 – Major (pl. major),
- 1 kwietnia 1939 – Oberstleutnant (pl. podpułkownik),
- 1 sierpnia 1941 – Oberst (pl. pułkownik),
- 1 marca 1943 – Generalmajor (pl. dosłownie: ‘generał major’; polski odpowiednik: generał brygady),
- 1 września 1943 – Generalleutnant (pl. dosłownie: ‘generał porucznik’; polski odpowiednik; generał dywizji),
- 9 listopada 1944 – General der Infanterie (pl. dosłownie: ‘generał piechoty’; polski odpowiednik: generał broni).

## Odznaczenia i medale wojskowe
I wojna światowa
- 3 listopada 1916 – Krzyż Żelazny II klasy – Eisernes Kreuz II Klasse,
- 22 sierpnia 1917 – Krzyż Żelazny I klasy – Eisernes Kreuz I Klasse,
- 29 lipca 1918 – Krzyż Rycerski Królewskiego Pruskiego Orderu Domowego Hohenzollernów z Mieczami – Ritterkreuz des Königlich Preussischen Hausordens von Hohenzollern mit Schwertern,
- 1918 – Czarna Odznaka za Rany – Verwundetenabzeichen in Schwarz.

Okres międzywojenny
- 5 grudnia 1934 – Krzyż Honorowy dla żołnierzy walczących na frontach – Ehrenkreuz für Frontkämpfer,
- 2 października 1936 – Odznaczenie za długoletnią służbę w Wehrmachcie od IV do II klasy – Wehrmacht-Dienstauszeichnung IV bis II Klasse.

II wojna światowa
- 23 października 1939 – Order św. Sawy III Klasy (Królestwo Jugosławii) – St. Sava-Orden III Klasse,
- 27 maja 1940 – poprzeczka do Krzyża Żelaznego II klasy – Spange zum Eisernes Kreuz II klasse,
- 30 maja 1940 – poprzeczka do Krzyża Żelaznego I klasy – Spange zum Eisernes Kreuz I klasse,
- 8 maja 1942 – Order Michała Walecznego III Klasy (Rumunia) – Militärorden Michael der Tapfere III Klasse,
- 24 maja 1942 – Krzyż Niemiecki w Złocie – Deutsches Kreuz in Gold,
- 10 sierpnia 1942 – Medal za Kampanię (Bitwę) Zimową na Wschodzie 1941/1942 – Medaille Winterschlacht im Osten 1941/1942,
- 10 września 1942 – tarcza naramienna „Krimschild” – odznaczeniem tym wyróżniano uczestników walk na Krymie w okresie pomiędzy 21 września 1941 a 4 lipca 1942[10],
- 30 stycznia 1944 – Krzyż Rycerski Krzyża Żelaznego – Ritterkreuz des Eisernen Kreuzes.

Po II wojnie światowej
- 25 stycznia 1966 – Wielki Krzyż Zasługi Orderu Zasługi Republiki Federalnej Niemiec z Gwiazdą – Großes Verdienstkreuz des Verdienstordens der Bundesrepublik Deutschland mit Stern.